# Kalevi Jäntti-prijs
De Kalevi Jäntti-prijs is de literatuurprijs van het Kalevi Jäntti-fonds, die jaarlijks aan jonge schrijvers wordt toegekend. De prijs bedraagt achttienduizend euro (2017]).
Het Kalevi Jäntti fonds werd opgericht door de directeur van de Finse uitgeverij WSOY, Jalmari Jäntti en zijn vrouw Hildur Jäntti ter ere van hun in 1942 jong gestorven zoon Kalevi. Doel van het fonds is om jonge schrijvers te ondersteunen door jaarlijkse literaire prijzen uit te reiken.

## Laureaten
| Jaar | Schrijver                                                               | Werk                                                                                     |
| ---- | ----------------------------------------------------------------------- | ---------------------------------------------------------------------------------------- |
| 2018 | Silvia Hosseini Susinukke Kosola Kaija Rantakari Maija Sirkjärvi        | Pölyn ylistys Varisto Koko meren laajuus Barbara ja muita hurrikaaneja                   |
| 2017 | Olavi Koistinen Maria Matinmikko Matias Riikonen                        | Mies joka laski miljardiin Värit Suuri fuuga                                             |
| 2016 | Johannes Ekholm Aura Nurmi Soili Pohjalainen                            | Rakkaus niinku Villieläimiä Käyttövehkeitä                                               |
| 2015 | Kristian Blomberg Iida Rauma Katja Raunio                               | Valokaaria Seksistä ja matematiikasta Käy kaikki toteen                                  |
| 2014 | Miira Luhtavaara Antti Salminen                                         | Ruohikon luut Lomonosovin moottori                                                       |
| 2013 | Antti Heikkinen Maija Muinonen Leena Parkkinen                          | Pihkatappi Mustat paperit Galtbystä länteen                                              |
| 2012 | Lassi Hyvärinen Emmi Itäranta Mikko Myllylahti                          | Keisarin tie Teemestarin kirja Väylä                                                     |
| 2011 | Katja Kettu Henriikka Tavi Jaakko Yli-Juonikas                          | Kätilö Toivo Uneksija                                                                    |
| 2010 | Marko Hautala Elina Hirvonen Harry Salmenniemi                          | Käärinliinat Kauimpana kuolemasta Texas, sakset                                          |
| 2009 | Turkka Hautala Vilja-Tuulia Huotarinen Sanna Karlström Miika Nousiainen | Salo Iloisen lehmän runot Harry Harlow'n rakkauselämät Maaninkavaara                     |
| 2008 | Marja-Liisa Heino Riku Korhonen Turo Kuningas Sofi Oksanen              | Suomen suuntaan Lääkäriromaani Työkalupakki Puhdistus                                    |
| 2007 | Vesa Haapala Taina Latvala Antti Nylén Olli Sinivaara Sinikka Vuola     | Vantaa Arvostelukappale Vihan ja katkeruuden esseet Palava maa Orkesteri jota emme kuule |
| 2006 | Tuuve Aro Marianna Kurtto Markku Pääskynen Eino Santanen Jarkko Tontti  | Merkki Eksyneitten valtakunta Vihan päivä Merihevonen kääntää kylkeään Vuosikirja        |
| 2005 | Tuomas Kyrö Risto Oikarinen                                             | Liitto Puupuhaltaja                                                                      |
| 2004 | Mikko Rimminen Aki Salmela                                              | Pussikaljaromaani (nl vert.Drinkebroersroman) Sanomattomia lehtiä                        |
| 2003 | Juha Itkonen                                                            | Myöhempien aikojen pyhiä                                                                 |
| 2002 | Ranya ElRamly Petri Tamminen                                            | Auringon asema Piiloutujan maa                                                           |
| 2001 | Jari Järvelä Saila Susiluoto                                            | Veden paino Siivekkäät ja hännäkkäät                                                     |
| 2000 | Asko Sahlberg                                                           | Pimeän ääni                                                                              |
| 1999 | Marko Leino                                                             | Miehen tehtävä                                                                           |
| 1998 | Ilkka Remes                                                             | Pääkallokehrääjä                                                                         |
| 1997 | Kreetta Onkeli                                                          | Ilonen Talo                                                                              |
| 1996 | Tomi Kontio Annukka Peura Jari Ehrnrooth                                | Uumen Erotus Asentoja (tunnustuspalkinto)                                                |
| 1995 | Jyrki Kiiskinen                                                         | Suomies                                                                                  |
| 1994 | Kaj Kalin Hannu Raittila                                                | Veressä Pakosarja                                                                        |
| 1993 | Jari Tervo Maarit Verronen                                              | Pohjan hovi Älä maksa lautturille                                                        |
| 1992 | Anne Hänninen Leena Lander                                              | Hedelmäntäysi Tummien perhosten koti (nl vert. Het huis met de zwarte vlinders)          |
| 1991 | Tiina Kaila                                                             | Bruno                                                                                    |
| 1990 | Satu Salminiitty Petter Sairanen                                        | Raottuvien ovien valo Sähköllä valaistu talo                                             |
| 1989 | Kari Hotakainen Timo Pusa                                               | Runokirja Tatuoitu sydän                                                                 |
| 1988 | Juha Seppälä Ilkka Pitkänen                                             | Taivaanranta Soutaja (tunnustuspalkinto)                                                 |
| 1987 | Tiina Kaila Rosa Liksom                                                 | Valon nälkä Yhden yön pysäkki ja Unohdettu vartti                                        |
| 1986 | Joni Skiftesvik                                                         | Tuulen poika                                                                             |
| 1985 | niet toegekend                                                          |                                                                                          |
| 1984 | Olli Jalonen                                                            | Hotelli eläville                                                                         |
| 1983 | Raija Siekkinen Ilpo Tiihonen                                           | Tuomitut Eroikka                                                                         |
| 1982 | Antti Jalava                                                            | Asfalttikukka                                                                            |
| 1981 | Annika Idström Harri Sirola                                             | Sinitaivas Abiturientti                                                                  |
| 1980 | niet toegekend                                                          |                                                                                          |
| 1979 | Jorma Eronen Arto Melleri                                               | Uigur Schlaageriseppele                                                                  |
| 1978 | Hannu Aho Matti Pulkkinen                                               | Saara Ja pesäpuu itki                                                                    |
| 1977 | niet toegekend                                                          |                                                                                          |
| 1976 | Helinä Siikala                                                          | Kenellä on kotinsa kaukana                                                               |
| 1975 | Leena Krohn                                                             | Viimeinen kesävieras                                                                     |
| 1974 | Heikki Turunen                                                          | Simpauttaja                                                                              |
| 1973 | Kristiina Pelto-Timperi Merja Huttunen                                  | Syreenikiitäjä ja Tule se päivä Hello love                                               |
| 1972 | niet toegekend                                                          |                                                                                          |
| 1971 | Lassi Sinkkonen                                                         | Sumuruisku ja Solveigin laulu                                                            |
| 1970 | niet toegekend                                                          |                                                                                          |
| 1969 | Juhani Peltonen                                                         | Päivän sankari                                                                           |
| 1968 | Jorma Ranivaara Lauri Immonen                                           | Vanha Rahikainen ja valkoinen Iljušin Unohdettujen rintama                               |
| 1967 | niet toegekend                                                          |                                                                                          |
| 1966 | Iikka Vuotila                                                           | Paljon haltiaksi                                                                         |
| 1965 | Pentti Fabritius Marja-Leena Mikkola                                    | Sammalen alta Tyttö kuin kitara                                                          |
| 1964 | niet toegekend                                                          |                                                                                          |
| 1963 | Harri Tapper                                                            | Kirkonrakentajaveljekset                                                                 |
| 1962 | Väinö Kirstinä Pentti Koistinen                                         | Lakeus Huomenta kaupunki                                                                 |
| 1961 | Harri Kaasalainen                                                       | Simultaani                                                                               |
| 1960 | Martti Joenpolvi                                                        | Kevään kuusi päivää                                                                      |
| 1959 | Pentti Saarikoski                                                       | Toisia runoja                                                                            |
| 1958 | Satu Waltari                                                            | Haikeat leikit                                                                           |
| 1957 | niet toegekend                                                          |                                                                                          |
| 1956 | Paavo Rintala                                                           | Rikas ja köyhä                                                                           |
| 1955 | Martti Palkispää                                                        | Nappaslieriäiset                                                                         |
| 1954 | Kirsi Kunnas                                                            | Tuuli nousee                                                                             |
| 1953 | Marko Tapio                                                             | Lasinen pyykkilauta                                                                      |
| 1952 | Eeva Joenpelto                                                          | Veljen varjo                                                                             |
| 1951 | Veikko Huovinen                                                         | Hirri                                                                                    |
| 1950 | Helvi Juvonen                                                           | Kääpiöpuu                                                                                |
| 1949 | Väinö Linna                                                             | Päämäärä ja Musta rakkaus                                                                |
| 1948 | Lauri Viita                                                             | Betonimylläri                                                                            |
| 1947 | Aila Meriluoto                                                          | Lasimaalaus                                                                              |
| 1946 | Eila Kivikk'aho                                                         | Sinikallio ja Viuhkalaulu                                                                |
| 1945 | Eila Pennanen                                                           | Kaadetut pihlajat                                                                        |
| 1944 | Olavi Siippainen                                                        | Nuoruus sumussa, Loppuun saakka ja Suuntana läntinen                                     |
| 1943 | Oiva Paloheimo                                                          | Levoton lapsuus                                                                          |
| 1942 | Tatu Vaaskivi                                                           | Yksinvaltias                                                                             |